# Half a Boy & Half a Man
Half a Boy & Half a Man är en sång av Nick Lowe, släppt på singel 1984.

## Coverversioner
Flera svenska artister och dansband har gjort coverversioner av låten, både med originaltexten och svenska översättningar. 
- Kikki Danielsson på albumet Bra vibrationer 1985. [1]
- Larz-Kristerz på albumet Om du vill 2009. [2]
- Sannex på albumet Live på stan 2009 (live version) och albumet "Angelina" 2003 (studioversionen). [3]

## Svensk version
- Streaplers på albumet Fredagkväll med titeln Gatans kung 1984 samt på singel samma år. [4]
- Ingmar Nordströms på albumet Saxparty 14 med titeln Jorden runt på 80 da'r 1987.

## Listplaceringar
| Lista (1984)   | Position |
| -------------- | -------- |
| Nederländerna  | 8        |
| Storbritannien | 53       |

### Fotnoter
1. ↑  ”Svensk mediedatabas”. http://smdb.kb.se/catalog/id/001886172. Läst 9 maj 2011.
2. ↑  ”Svensk mediedatabas”. Arkiverad från originalet den 29 november 2014. https://web.archive.org/web/20141129065414/http://smdb.kb.se/catalog/id/002562567. Läst 9 maj 2011.
3. ↑  ”Svensk mediedatabas”. http://smdb.kb.se/catalog/id/001552264. Läst 9 maj 2011.
4. ↑  ”Svensk mediedatabas”. http://smdb.kb.se/catalog/id/001883551. Läst 9 maj 2011.
5. ↑  ”Listplacering”. http://dutchcharts.nl/showitem.asp?interpret=Nick+Lowe&titel=Half+A+Boy+%26+Half+A+Man&cat=s. Läst 11 juni 2011.
6. ↑  ”Listplacering”. Arkiverad från originalet den 24 maj 2012. https://archive.is/20120524231016/http://www.chartstats.com/release.php?release=11406. Läst 11 juni 2011.